# يحيى شرف الدين
الإمام المتوكل على الله يحيى شرف الدين المتوكل  1475-1555) من مواليد 25 فبراير 1473 كان إماما من الزيدية في اليمن وحكم الفترة مابين 1506 وحتى 1547 ، توفي في 27 مارس 1555.